# Wiera Kietlinska
Wiera Kazimirowna Kietlinska, ros. Вера Казимировна Кетлинская (ur. 28 kwietnia?/11 maja 1906 w Sewastopolu, zm. 23 kwietnia 1976 w Leningradzie) – radziecka pisarka, przedstawicielka stylu socrealistycznego, laureatka nagrody stalinowskiej trzeciego stopnia w 1948 za powieść W osadie (W oblężeniu).

## Życiorys
Była córką polskiego oficera marynarki w służbie rosyjskiej, Kazimierza Kietlińskiego. Od 1923 mieszkała w Leningradzie. Pracowała w Państwowym Wydawnictwie RFSRR (Gosizdacie). Od 1927 należała do Wszechzwiązkowej Komunistycznej Partii. W 1929 debiutowała powieścią o robotniczej młodzieży Natka Miczurina. Wraz z m.in. Michaiłem Zoszczenką i Jewgienijem Szwarcem należała do redakcji leningradzkiego pisma dla pionierów „Joż”. W 1936 została wykluczona ze Związku Pisarzy ZSRR (przywrócona w 1939). Od 1941 do 1942 pełniła funkcję sekretarz odpowiedzialnej Leningradzkiego oddziału Związku Pisarzy ZSRR. Jej najbardziej znane powieści to W osadie o blokadzie Leningradu w czasie II wojny światowej i Mużestwo (Męstwo) o budowniczych Komsomolska nad Amurem, zekranizowana w 1981 przez Borisa Sawczenkę. W 1938 została wystawiona wersja operowa Mużestwo z muzyką Niny Makarowej. W 1967 na podstawie jej scenariusza Grigorij Roszal nakręcił film Oni żywut riadom (Oni mieszkają obok). Pochowana na cmentarzu Komarowskim w aglomeracji Sankt-Petersburga.
W 1956 została odznaczona Orderem Czerwonego Sztandaru Pracy.
Jej drugim mężem był malarz i grafik Jewgienij Kibrik, trzecim (od 1942) – pisarz i krytyk Aleksandr Zonin.